# Limana
Limana is een gemeente in de Italiaanse provincie Belluno (regio Veneto) en telt 4667 inwoners (31-12-2004). De oppervlakte bedraagt 39,2 km², de bevolkingsdichtheid is 119 inwoners per km².

## Demografie
Limana telt ongeveer 1918 huishoudens. Het aantal inwoners steeg in de periode 1991-2001 met 8,3% volgens cijfers uit de tienjaarlijkse volkstellingen van ISTAT.
| Jaar | Inwoneraantal |
| ---- | ------------- |
| 1991 | 4165          |
| 2001 | 4509          |

## Geografie
De gemeente ligt op ongeveer 364 m boven zeeniveau.
Limana grenst aan de volgende gemeenten: Belluno, Revine Lago (TV), Sedico, Trichiana, Vittorio Veneto (TV).